# Cerro Pachón
Cerro Pachón é uma montanha localizada perto da cidade de Vicuña no norte do Chile, na Região de Coquimbo. a uma altitude de 2715 m acima do nível do mar, no sopé da Cordilheira dos Andes. A localidade é extremamente seca, tornando-a adequada para observações em infravermelho. A sobrecarga do ar é muito estável, produzindo uma excelente visão. Durante os meses de verão, Cerro Pachón em muitas vezes fica acima da camada de neblina que pode envolver altitudes mais baixas.
Atualmente encontra-se localizado na montanha dois observatórios e mais um planejado:
- Southern Astrophysical Research Telescope;
- Observatório Gemini;
- No futuro, o Large Synoptic Survey Telescope, ou LSST.

Está localizado a 10 quilômetros a sudeste de Cerro Tololo, que abriga no topo o Observatório de Cerro Tololo.